# Exitance
L'exitance ou émittance est une grandeur utilisée en photométrie et en radiométrie. Elle désigne le flux (lumineux en photométrie et énergétique en radiométrie) émis par unité de surface d'une source étendue.
L'exitance correspond à une émission d'énergie rayonnée. Pour désigner l'énergie rayonnée qui frappe une surface, on parle d'éclairement (lumineux ou énergétique). Il n'y a cependant aucune différence physique entre ces quantités, seul diffère le point de vue de l'observateur.

## Exitance énergétique

### Définitions
- L'exitance est le module de la projection de la densité de flux sur la normale {\displaystyle {\vec {n}}} à une surface {\displaystyle \Sigma } donnée :

{\displaystyle M={\vec {F}}\cdot {\vec {n}}}
- De par la définition de la densité de flux, l'émittance est la densité de flux scalaire du champ de vecteurs {\displaystyle {\vec {\Omega }}\,L({\vec {\Omega }})} relative au plan d'orientation donnée par {\displaystyle {\vec {n}}}, où {\displaystyle L({\vec {\Omega }})} est la luminance, distribution angulaire de la direction {\displaystyle {\vec {\Omega }}} définie sur la sphère unité {\displaystyle S^{2}}[3],[4] :

{\displaystyle M=\int _{S^{2}}L({\vec {\Omega }})\,{\vec {\Omega }}\cdot {\vec {n}}\,\mathrm {d} \Omega }
L'émittance est indépendante de {\displaystyle {\vec {\Omega }}}.
En coordonnées sphériques (ou système dérivé) dans un repère où {\displaystyle {\vec {n}}} est porté par l'axe {\displaystyle z} alors {\displaystyle {\vec {\Omega }}\cdot {\vec {n}}=\cos {\theta }=\mu } et l'exitance s'écrit :
{\displaystyle M=\int _{0}^{2\pi }\int _{0}^{\pi }L(\theta ,\phi )\cos \theta \sin \theta \,\mathrm {d} \theta \,\mathrm {d} \phi =\int _{0}^{2\pi }\int _{-1}^{1}L(\mu ,\phi )\mu \,\mathrm {d} \mu \,\mathrm {d} \phi }

### Relation avec leflux énergétique
Le flux énergétique est le flux compté au travers d'une surface {\displaystyle \Sigma ({\vec {r}})} orientée par sa normale {\displaystyle {\vec {n}}({\vec {r}})}, {\displaystyle {\vec {r}}} désignant les coordonnées de l'espace {\displaystyle \mathbb {R} ^{3}} :
{\displaystyle \Phi =\int _{\Sigma }M({\vec {r}})\,\mathrm {d} \Sigma =\int _{\Sigma }{\vec {F}}({\vec {r}})\cdot {\vec {n}}({\vec {r}})\,\mathrm {d} S}
où {\displaystyle {\vec {F}}} est la densité de flux énergétique.
{\displaystyle \Phi } est indépendant de {\displaystyle {\vec {r}}}.
On trouve dans certaines références la définition suivante :
{\displaystyle M={\frac {\mathrm {d} \Phi }{\mathrm {d} S}}}
Cette expression qui suggère une dérivation n'a pas de sens mathématique : on ne peut pas remonter à une distribution sur une surface connaissant l'intégrale sur cette surface.

### Unités
En radiométrie et dans le domaine des transferts thermiques, l'exitance énergétique est la densité surfacique de flux thermique émise par rayonnement sur l'ensemble du spectre électromagnétique. Elle se mesure donc en watts par mètre carré (W/m2 ou W·m-2).
On peut également définir une exitance spectrale (ou spectrique) qui est la distribution statistique de la densité d'exitance relative à un intervalle du spectre mesuré par la quantité {\displaystyle p} (fréquence, longueur d'onde, nombre d'onde, énergie, etc.). L'unité correspondante sera donc le {\displaystyle W\,m^{-2}\,p^{-1}}. Sa valeur numérique est dépendante du choix de {\displaystyle p} mais {\displaystyle f(p)\mathrm {d} p} ne dépend pas du choix effectué : cela représente l'exitance dans l'intervalle {\displaystyle \mathrm {d} p}.

## Exitance lumineuse
En photométrie, seuls les rayonnements dans le domaine visible sont pris en compte et pondérés en fonction de la sensibilité de l’œil humain. L'exitance photométrique se mesure en lumens par mètre carré (lm·m-2).
La différence avec l'éclairement est le sens de propagation de la lumière par rapport à la surface : l'éclairement est ce que la surface reçoit (mais une surface noire ne réémettra pas), tandis que l'exitance est ce que la surface envoie à son environnement. L'unité du lux ne sert que pour l'éclairement.
Comme pour toutes les grandeurs photométriques, l'exitance lumineuse est l'exitance énergétique pondérée par l'efficacité lumineuse spectrale.